# Nikolai Pawlowitsch Pronin
Nikolai Pawlowitsch Pronin (russisch Николай Павлович Пронин; * 13. April 1979 in Moskau, Russische SFSR) ist ein ehemaliger russischer Eishockeyspieler und derzeitiger -trainer.

## Karriere
Nikolai Pronin begann seine Karriere als Eishockeyspieler in seiner Heimatstadt in der Jugend des HK ZSKA Moskau, bei dessen Profimannschaft er von 1996 bis 2005 in der Superliga unter Vertrag stand. Einzig während der Saison 1998/99 lief der Angreifer in Nordamerika für die Thunder Bay Thunder Cats aus der United Hockey League sowie die Charlotte Checkers und Toledo Storm aus der East Coast Hockey League auf. 
Von 2005 bis 2009 stand der ehemalige Nationalspieler für Chimik Moskowskaja Oblast auf dem Eis, für das er in der Saison 2008/09 in 62 Spielen der neu gegründeten Kontinentalen Hockey-Liga insgesamt 21 Scorerpunkte, darunter 11 Tore, erzielte. Zur Saison 2009/10 erhielt der Linksschütze einen Vertrag bei dessen Ligarivalen HK Metallurg Magnitogorsk.
Zwischen 2010 und 2012 stand Pronin dann wieder beim ZSKA unter Vertrag, ehe der mittlerweile 33-Jährige im September 2012 von Rubin Tjumen verpflichtet wurde. Für Rubin absolvierte Pronin zwei Spiele in der Wysschaja Hockey-Liga und wurde anschließend noch im gleichen Monat von Awtomobilist Jekaterinburg unter Vertrag genommen.
Von Juli 2018 bis Sommer 2020 war Pronin Assistenztrainer von Sergei Swetlow bei Admiral Wladiwostok. Danach zog es ihn zum HK Sotschi.

### International
Für Russland nahm Pronin an der Weltmeisterschaft 2004 teil, bei der er mit seiner Mannschaft den zehnten Platz belegte.

## KHL-Statistik
(Stand: Ende der Saison 2010/11)